# Lobe den Herren, den mächtigen König der Ehren
Lobe den Herren, den mächtigen König der Ehren (Loue le Seigneur, le puissant roi de gloire) (BWV 137), est une cantate d'église de Jean Sébastien Bach composée à Leipzig en 1725.

## Histoire et livret
Bach écrivit cette cantate pour le douzième dimanche après la Trinité qui cette année tombait le 19 août. Pour cette destination liturgique, deux autres cantates ont franchi le seuil de la postérité : les BWV 35 et 69a. La pièce a été jouée de nouveau à Leipzig 1746 ou 1747. Le texte est de Joachim Neander. Durant sa deuxième année à Leipzig, Bach avait composé des cantates chorales entre le premier dimanche après la Trinité de 1724 et le dimanche des Rameaux mais pour Pâques il était revenu à des textes plus variés, peut-être parce qu'il avait perdu son librettiste. Plus tard dans l'année, Bach composera d'autres cantate chorales pour compléter son deuxième cycle annuel dont cette cantate (BWV 137) fait partie. Elle est entièrement basée sur les mots inchangés du choral Lobe den Herren, den mächtigen König der Ehren (1680) de Joachim Neander.
Les lectures prescrites  pour le dimanche étaient 2 Cor. 3: 4–11, Paul à propos de la clarté d'esprit, et Marc 7: 31–37, la guérison du sourd muet. À la différence de la plupart des autres cantates du deuxième cycle, mais comparable à Christ lag in Todesbanden (Bach) (BWV 4) composée plus tôt, Bach a conservé intact le texte du choral, de telle sorte qu'il n'y a aucune référence aux lectures prescrites.
Au vu du caractère festif et le contenu général de louange et de remerciements, John Eliot Gardiner suggère que la cantate a également été jouée cette année pour célébrer le  « Ratswahl » c'est-à-dire l'inauguration du Conseil de ville. En 1729, Bach utilisera le choral final, transposé en ré majeur, pour conclure la cantate de mariage Herr Gott, Beherrscher aller Dinge, (BWV 120a).

## Structure et instrumentation
La pièce est écrite pour trois trompettes, timbales, trois hautbois, deux violons, alto, basse continue, quatre solistes vocaux (soprano, alto, ténor, basse) et chœur à quatre voix.
Il y a cinq mouvements :
1. chœur : Lobe den Herren, den machtigen Konig der Ehren
2. aria : Lobe den Herren, der alles so herrlich regieret, alto
3. aria : Lobe den Herren, der kunstlich und fein dich bereitet, soprano et basse
4. aria : Lobe den Herren, der deinen Stand sichtbar gesegnet, ténor
5. chœur : Lobe den Herren, was in mir ist, lobe den Namen»

## Musique
Comme l'ont remarqué Alfred Dürr et Eliot Gardiner, le texte du choral comme sa mélodie sont présents dans tous les mouvements. La cantate est construite sur une symétrie : La soprano porte la mélodie dans les premier et dernier mouvements, dans le deuxième mouvement elle est chantée par l'alto et dans le quatrième mouvement elle est jouée par la trompette. Dans le mouvement central, les débuts du thème vocal comme du thème instrumental en sont issus dans la disposition la plus secrète de l’œuvre. La mélodie en forme AAB a un « Stollen » en cinq mesures inhabituelles et atteint un sommet au début du « Abgesang (de) » que Bach souligne de plusieurs façons dans les mouvements.
Dans le chœur d'ouverture, les trompettes, les hautbois et les cordes jouent un concerto : le cantus firmus est au soprano tandis que les voix basses préparent les entrées par des imitations sur les motifs instrumentaux. Sur les mots « Kommet zu Hauf, Psalter und Harfen, wacht auf, la disposition est homophonique et accentuée.
Dans le deuxième mouvement, un violon accompagne la mélodie embellie du choral. Bach a inclus ce mouvement dans les chorals Schübler mais sur un texte de l'Avent, « Kommst du nun, Jesu, vom Himmel herunter auf Erden ».
Contrastant fortement avec le do majeur et le sol majeur, le duo central est en mi mineur. Deux hautbois obligés font partie du dispositif. De façon inhabituelle, la première section vocale est répétée trois fois; seuls les mots « In wieviel Not » (dans combien de douleurs) sont disposés différemment, en « grinçante descente chromatique ».
Le quatrième mouvement est en la mineur mais le cantus firmus de la trompette n'en est pas moins en do majeur dans « une bataille pour la suprématie harmonique ». Dans le mouvement final de son Oratorio de Noël, Bach insérera plus tard le choral en mode dorique dans un concerto en ré majeur. La ligne vocale indépendant cite plusieurs fois des parties de la mélodie du choral. Les mots « Denke daran » (pense-y) sont accentués sur une métrique différente.
Bach a disposé le choral final pour quatre voix et trois parties indépendantes de trompettes pour une conclusion affirmative. Gardiner écrit : « Il savait exactement comment utiliser au mieux les ressources du chœur et de l'orchestre cérémonieusement conduit par la trompette pour transmettre joie sans limite et majesté ».

## Source
- (en) Cet article est partiellement ou en totalité issu de l’article de Wikipédia en anglais intitulé « Praise to the Lord, the Almighty » (voir la liste des auteurs).